# Sabocs
Els sabocs (en llatí: saboci, en grec antic: Σαβῶκοι) eren un poble de la Sarmàcia europea que vivia a la regió del riu San, afluent del Vístula, que corre per Galítzia. La segona part del seu nom és un ètim eslau que significa 'riba'.